# 大衛·努瓦巴
大衛·烏戈楚庫·恩瓦巴（英語：David Ugochukwu Nwaba，1993年1月14日—），生於美國加州洛杉磯，美國職業籃球運動員。曾效力於休士頓火箭，現在為自由球員，場上位置為得分後衛或小前鋒。